# Guerrilla War
Guerrilla War (Japans: ゲバラ) is een computerspel dat werd ontwikkeld door SNK en uitgeven door Data East. Het spel kwam in 1987 uit als arcadespel. Het actiespel is van het type shoot 'em up. Later kwam het beschikbaar voor enkele homecomputers. Het spel gaat over een tropisch eiland die wordt beheerst door een Japanse dictator. Twee dappere Amerikaanse soldaten gaan orde op zaken stellen. Het spel heeft een commando thema. Het spel scrolt verticaal en de speler moet de juiste positie kiezen om de vijanden neer te schieten. Sommige vijanden hebben gijzelaars bij zich die niet neergeschoten mogen worden. Elk level eindigt met een eindbaas.

## Platforms
| Jaar | Platform                                    |
| ---- | ------------------------------------------- |
| 1987 | Arcade, PC Booter                           |
| 1988 | Amstrad CPC, Commodore 64, NES, ZX Spectrum |
| 2011 | PSP, PlayStation 3                          |

## Ontvangst
| Beoordeeld door         | Platform      | Datum           | Score |
| ----------------------- | ------------- | --------------- | ----- |
| The Video Game Critic   | NES           | 27 juli 2007    | 91%   |
| 1UP!                    | NES           | 16 oktober 2009 | 87%   |
| Your Sinclair           | ZX Spectrum   | januari 1989    | 80%   |
| GamesCollection         | PlayStation 3 | 30 maart 2013   | 70%   |
| Nintendo Power Magazine | NES           | juli 1989       | 60%   |
| GameCola.net            | NES           | mei 2005        | 58%   |
| Zzap!                   | Commodore 64  | februari 1989   | 19%   |
| Power Play              | Commodore 64  | januari 1989    | 17%   |